# Fonte Coberta
Fonte Coberta era una freguesia portuguesa del municipio de Barcelos, distrito de Braga.

## Historia
Fue suprimida el 28 de enero de 2013, en aplicación de una resolución de la Asamblea de la República portuguesa promulgada el 16 de enero de 2013 al unirse con la freguesia de Carreira, formando la nueva freguesia de Carreira e Fonte Coberta.